# Blechroneromia
Blechroneromia là một chi bướm đêm thuộc họ Geometridae.

## Các loài
- Blechroneromia ambinanitelo
- Blechroneromia anthosyne
- Blechroneromia eluta
- Blechroneromia griveaudi
- Blechroneromia gutierrezi
- Blechroneromia herbuloti
- Blechroneromia malagasy
- Blechroneromia meridionalis
- Blechroneromia mianta
- Blechroneromia pauliani
- Blechroneromia perileuca
- Blechroneromia peyrierasi
- Blechroneromia pudica
- Blechroneromia sogai
- Blechroneromia toulgoeti